# Osborne Reynolds
Osborne Reynolds FRS (født 23. august 1842, død 21. februar 1912) var en fremtrædende irskfødt britisk innovatør inden for forståelsen af væskedynamik. Hans undersøgelser af varmeoverførsel mellem faste stoffer og væsker medførte forbedringer i design af kedler og kondensatore. Han tilbragte hele sin karriere på det, der nu er University of Manchester.